# Torneo de Atlanta 2019
El BB&T Atlanta Open 2019 fue un torneo de tenis perteneciente al ATP Tour 2019 en la categoría ATP World Tour 250. El torneo tuvo lugar en la ciudad de Atlanta (Estados Unidos) desde el 22 hasta el 28 de julio de 2019 sobre pistas rápidas.

## Distribución de puntos
| Modalidad            | Campeón | Finalista | Semifinales | Cuartos de final | 2ª ronda | 1ª ronda | Clasificados | 2ª ronda de clasificación | 1ª ronda de clasificación |
| Individual masculino | 250     | 165       | 100         | 50               | 25       | 0        | 13           | 7                         | 0                         |
| Dobles masculino     | 250     | 150       | 90          | 45               | 20       | 0        | -            | -                         | -                         |

## Cabezas de serie

### Individuales masculino
| Tenista               | Ranking | Preclasificados |
| John Isner            | 15      | 1               |
| Taylor Fritz          | 30      | 2               |
| Álex de Miñaur        | 33      | 3               |
| Pierre-Hugues Herbert | 38      | 4               |
| Frances Tiafoe        | 41      | 5               |
| Radu Albot            | 42      | 6               |
| Jordan Thompson       | 43      | 7               |
| Ugo Humbert           | 48      | 8               |

- Ranking del 15 de julio de 2019.[2]

### Dobles masculino
| Tenista                                | Ranking | Preclasificados |
| Bob Bryan Mike Bryan                   | 35      | 1               |
| Dominic Inglot Austin Krajicek         | 81      | 2               |
| Santiago González Aisam-ul-Haq Qureshi | 106     | 3               |
| Radu Albot Artem Sitak                 | 111     | 4               |

## Campeones

### Individual masculino
Álex de Miñaur venció a  Taylor Fritz por 6-3, 7-6(7-2)

### Dobles masculino
Dominic Inglot /  Austin Krajicek vencieron a  Bob Bryan /  Mike Bryan por 6-4, 6-7(5-7), [11-9]